# Mittelalterliche Steinkirchen in Finnland
Mittelalterliche Steinkirchen wurden in Finnland zwischen dem 13. Jahrhundert und der Reformation im 16. Jahrhundert erbaut. Insgesamt sind heute 73 solche Kirchen erhalten, größtenteils im Süden des Landes (siehe Liste der mittelalterlichen Steinkirchen in Finnland). Zusammen mit einigen wenigen mittelalterlichen Burgen stellen sie die älteste Bausubstanz des Landes dar, weshalb sie für die Geschichte der finnischen Architektur von großer Bedeutung sind. Fast ausnahmslos handelt es sich bei den mittelalterlichen finnischen Steinkirchen um kleine und schlichte Feldsteinkirchen. Einzig der Dom von Turku, die einzige mittelalterliche Kathedrale Finnlands, kommt an die Proportionen mitteleuropäischer Kathedralen heran.

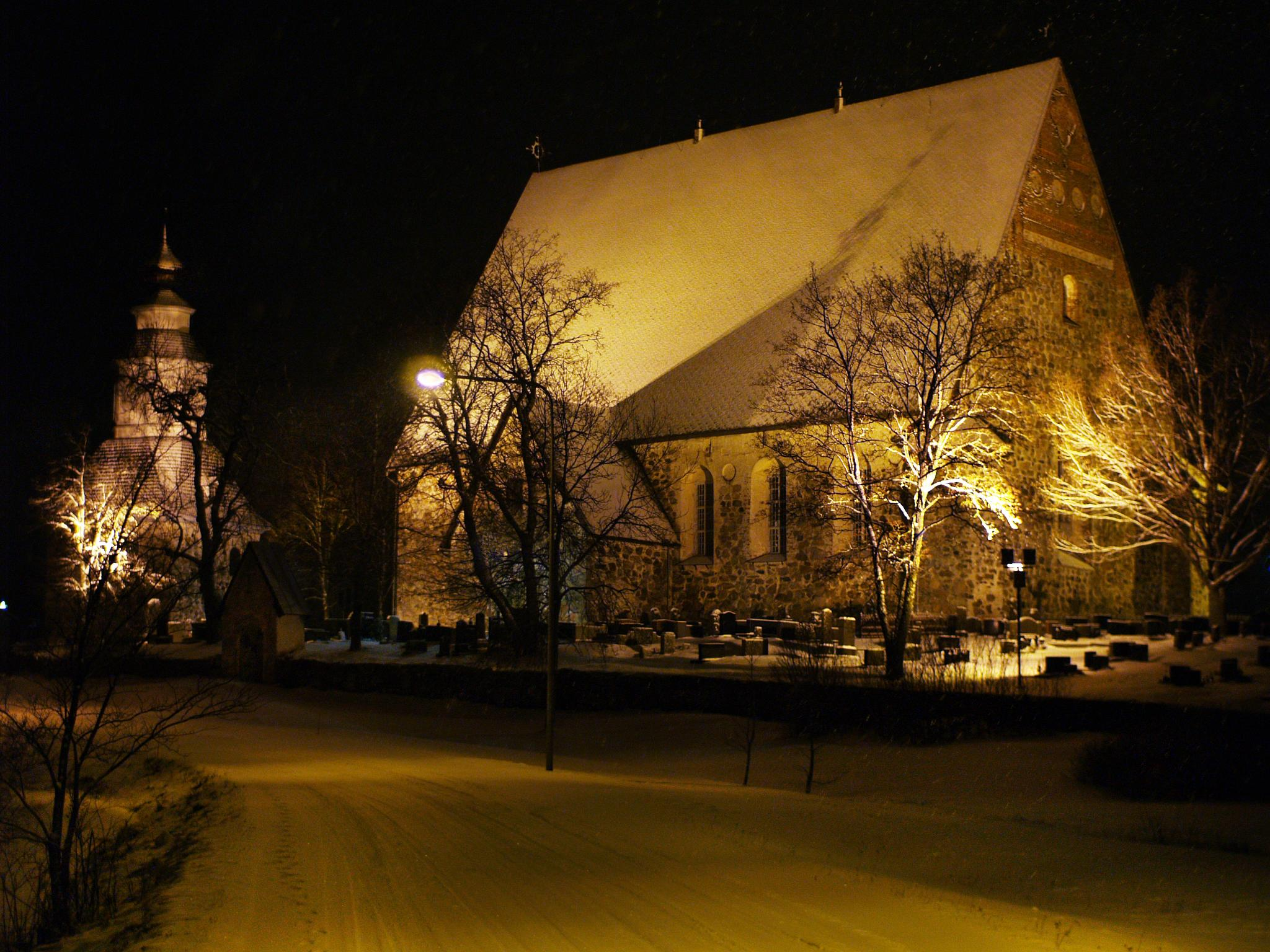
Die Kirche von Sauvo ist ein typisches Beispiel für die mittelalterlichen Feldsteinkirchen Finnlands.

## Geschichte des mittelalterlichen Kirchenbaus in Finnland

### Christianisierung Finnlands
Als Anfangsdatum des Christentums in Finnland gilt traditionell der auf das Jahr 1155 angesetzte Kreuzzug des schwedischen Königs Erik des Heiligen. Der Bischof Heinrich von Uppsala soll den König auf diesem Kreuzzug begleitet haben und die heidnischen Finnen zum Christentum bekehrt haben. Tatsächlich waren die Finnen bereits um die Jahrtausendwende durch Handelsbeziehungen mit dem christlichen Glauben, im Westen mit dem römisch-katholischen, im Osten mit dem orthodoxen, in Kontakt gekommen. Gleichzeitig mit der Festigung der schwedischen Herrschaft im 12. und 13. Jahrhundert wurde das heutige Westfinnland auch in die katholische Kirchenorganisation eingegliedert. Der Bischofssitz befand sich zunächst in Nousiainen, ab 1229 dann in Koroinen. Ende des 13. Jahrhunderts wurde er nach Turku verlegt. Das Bistum Turku umfasste im Mittelalter fast das gesamte Gebiet des heutigen Finnlands. Eine Sonderstellung nimmt die Inselgruppe Åland ein. Sie stand bereits seit dem 11. Jahrhundert unter der Herrschaft Schwedens und gehörte zum Bistum Linköping.

### Holzkirchen

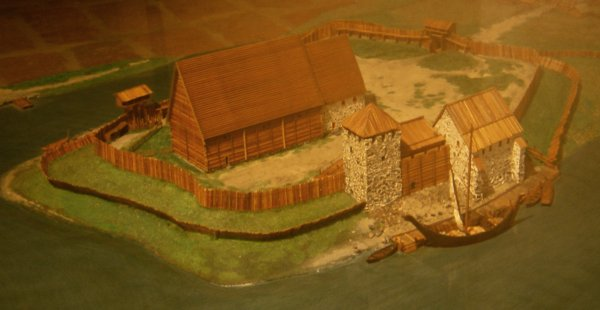
Rekonstruktion der hölzernen Bischofskirche von Koroinen mit steinernem Chor (13. Jh.)

Mit der Gründung der ersten Kirchengemeinden wurden im 13. Jahrhundert die ersten Pfarrkirchen auf dem finnischen Festland errichtet. Diese frühen Kirchenbauten wurden in Holzbauweise errichtet und sind allesamt nicht erhalten. Das älteste Holzgebäude Finnlands ist das Predigthaus des Hl. Heinrich, ein Speichergebäude in Kokemäki, in dem der Überlieferung nach der Heilige Heinrich seine letzte Nacht verbracht haben soll. Die ältesten erhaltenen Holzkirchen stammen indes erst aus dem 17. Jahrhundert (Kirche von Vörå, 1627). Einen ungefähren Eindruck über die Beschaffenheit der mittelalterlichen Holzkirchen mag etwa die Alte Kirche von Sodankylä (1689) mit ihrer auf mittelalterliche Vorbilder zurückgreifenden Bauform und ihrer schlichten Ausführung vermitteln.
Die mittelalterlichen Holzkirchen wurden in Blockbauweise errichtet. Stabkirchen, wie sie in den skandinavischen Nachbarländern gebaut wurden, waren in Finnland unbekannt. Die frühen Holzkirchen dürften dem Stil der Romanik folgend flachere Dächer gehabt haben, wohingegen die meisten späteren Steinkirchen gotische Steildächer aufweisen. Auch bildete der Chor im Gegensatz zu den späteren Kirchen einen eigenen Bauteil, der schmaler und niedriger war als das Langhaus. Sakristeien und Waffenhäuser waren hingegen noch selten.
Zu dem Zeitpunkt, als die ersten Steinkirchen gebaut wurden, existierten die jeweiligen Kirchengemeinden schon seit bis zu 200 Jahren. Daher gingen den meisten Steinkirchen hölzerne Vorgängerbauten an derselben Stelle voraus. In der Regel folgten mehrere Holzkirchengenerationen aufeinander, da Holz als Baumaterial anfällig für Witterung und Brand war. Oft wurde eine Holzkirche in eine Steinkirche umgebaut, indem in einem ersten Schritt eine steinerne Sakristei errichtet und erst später der Kirchensaal ummauert wurde. In einigen Fällen wurde der Umbau nicht vollendet, und es blieb beim ersten Bauabschnitt. Hiervon zeugen zehn erhaltene mittelalterliche Sakristeien ohne zugehörigen Kirchensaal. Die Verbindung von Holzkirche und steinerner Sakristei lässt sich anhand der Kirche von Kisko nachvollziehen, wo eine Holzkirche aus dem Jahr 1810 mit einer Sakristei aus dem 16. Jahrhundert verbunden wurde.

### Steinkirchen

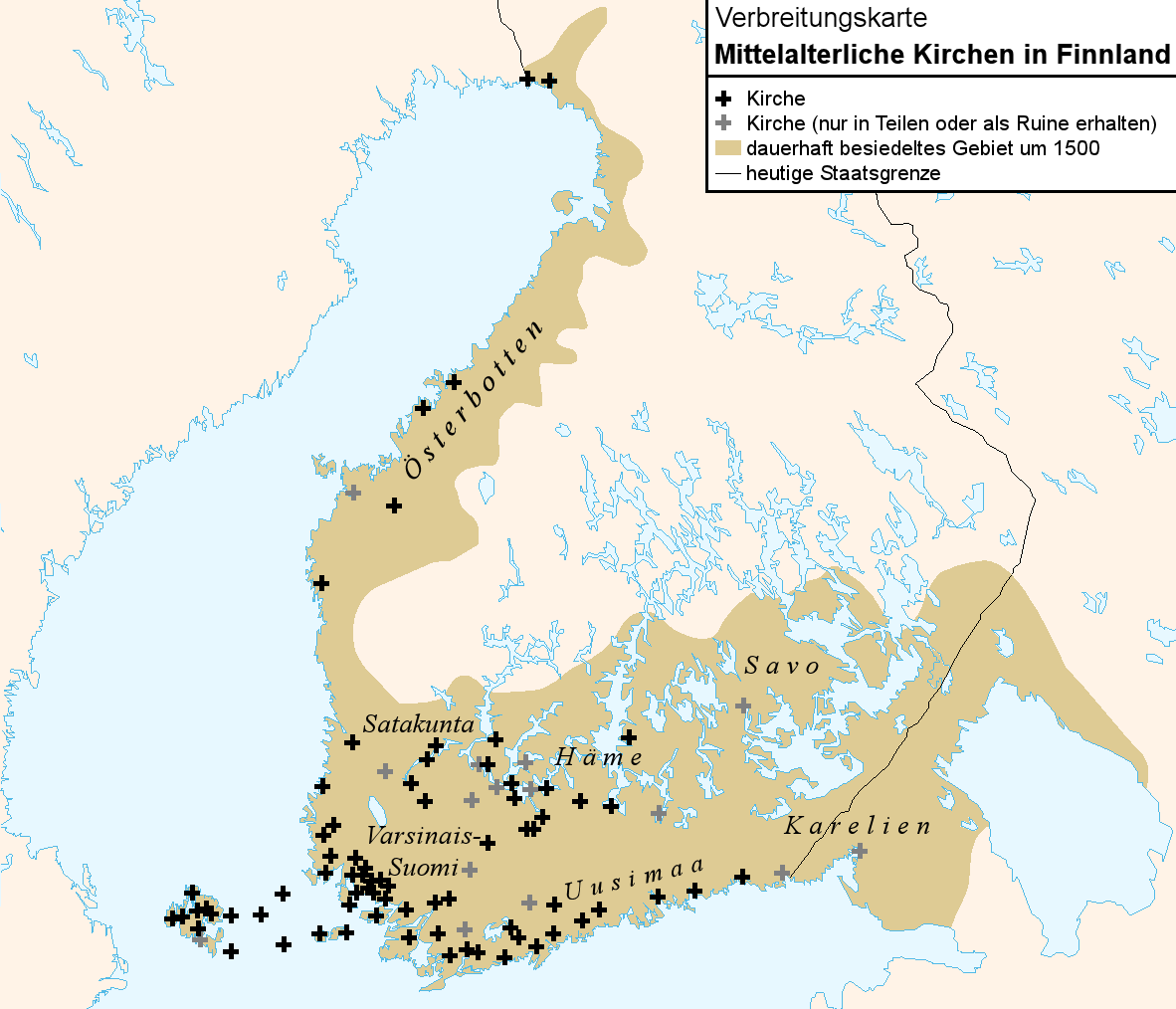
Verbreitungskarte der mittelalterlichen Kirchen in Finnland

Die mittelalterlichen finnischen Kirchenbauten konzentrieren sich auf den Süden und Westen des Landes: Die höchste Dichte an Steinkirchen weisen die historischen Landschaften Varsinais-Suomi, Uusimaa, Häme, Satakunta und Åland auf. Eine geringere Zahl, nämlich nur acht Kirchenbauten, findet sich in Österbotten entlang der Westküste Finnlands bis hinauf nach Alatornio und Keminmaa am Nordende des Bottnischen Meerbusens. Noch weniger Steinkirchen wurden in den ostfinnischen Landschaften Karelien und Savo gebaut – in letzterer zeugt allein die steinerne Sakristei von Mikkeli von der mittelalterlichen Kirchenarchitektur.
Die mittelalterlichen finnischen Steinkirchen lassen sich anhand ihres Baustils in drei zeitlich aufeinanderfolgende Gruppen einteilen. Die Kirchen der ältesten Gruppe finden sich ausschließlich auf Åland, wo der Kirchenbau deutlich früher einsetzte als auf dem finnischen Festland. Insgesamt gehören zu dieser Gruppe sechs Kirchen aus dem Zeitraum zwischen dem späten 13. bis zum frühen 15. Jahrhundert. Deren frühste und zugleich die älteste Kirche Finnlands ist die im Zeitraum zwischen 1275 und 1285 entstandene Kirche von Jomala. Die älteste Kirche auf dem finnischen Festland ist der Dom von Turku. Er wurde wahrscheinlich im Jahr 1300 geweiht; es ist allerdings nicht klar, ob es sich dabei bereits um den Steinbau, der den Kern der heutigen Kirche bildet, oder um einen hölzernen Vorgängerbau handelte. Möglicherweise wurde der steinerne Dom erst um 1400 erbaut.
Im 15. Jahrhundert setzte auf dem finnischen Festland eine Phase großer Kirchenbauaktivität ein, die im Zeitraum zwischen 1440 und 1460 ihren Höhepunkt erreichte. Die Kirchen dieser Gruppe entstanden größtenteils in den historischen Landschaften Varsinais-Suomi und Uusimaa an der Südwest- und Südküste Finnlands. Die jüngste Gruppe bildet eine Reihe von Steinkirchen, deren Bau nach ca. 1495 begann. Sie finden sich vor allem in der Landschaft Häme im Binnenland sowie an der Westküste in Satakunta und Österbotten. Daneben wurden während dieses Zeitraums aber auch in Landschaften, in denen bereits Steinkirchen vorhanden waren, neue Kirchenbauten errichtet. Die letzten mittelalterlichen Steinkirchen wurden in den 1550er Jahren in Närpes und Keminmaa fertiggestellt.
In Finnland sind heute 73 mittelalterliche Steinkirchen und zehn Sakristeien, die ursprünglich im Zusammenhang einer nicht mehr erhaltenen Holzkirche erbaut wurden, erhalten. 18 weitere Kirchenbauten sind entweder als Ruinen erhalten, konnten durch archäologische Ausgrabungen erschlossen werden, oder ihre Existenz ist durch historische Quellen belegt. Somit wissen wir von 101 Kirchenbauten, die im Gebiet des heutigen Finnland aus Stein errichtet wurden (104 inklusive der Kirchen von Wiborg, das im Mittelalter wie Finnland zum Schwedischen Reich und zum Bistum Åbo (heute Erzbistum Turku) gehörte). Diese Zahl ist im europäischen Vergleich niedrig, da Finnland im Mittelalter ein peripherer und rückständiger Teil Schwedens war. So entstanden in Dänemark in seinen damaligen Grenzen 2.560 Steinkirchen, in Schweden 1.150, und selbst im flächenmäßig kleinen Estland waren es 100.

### Ende des mittelalterlichen Kirchenbaus und Nachwirken

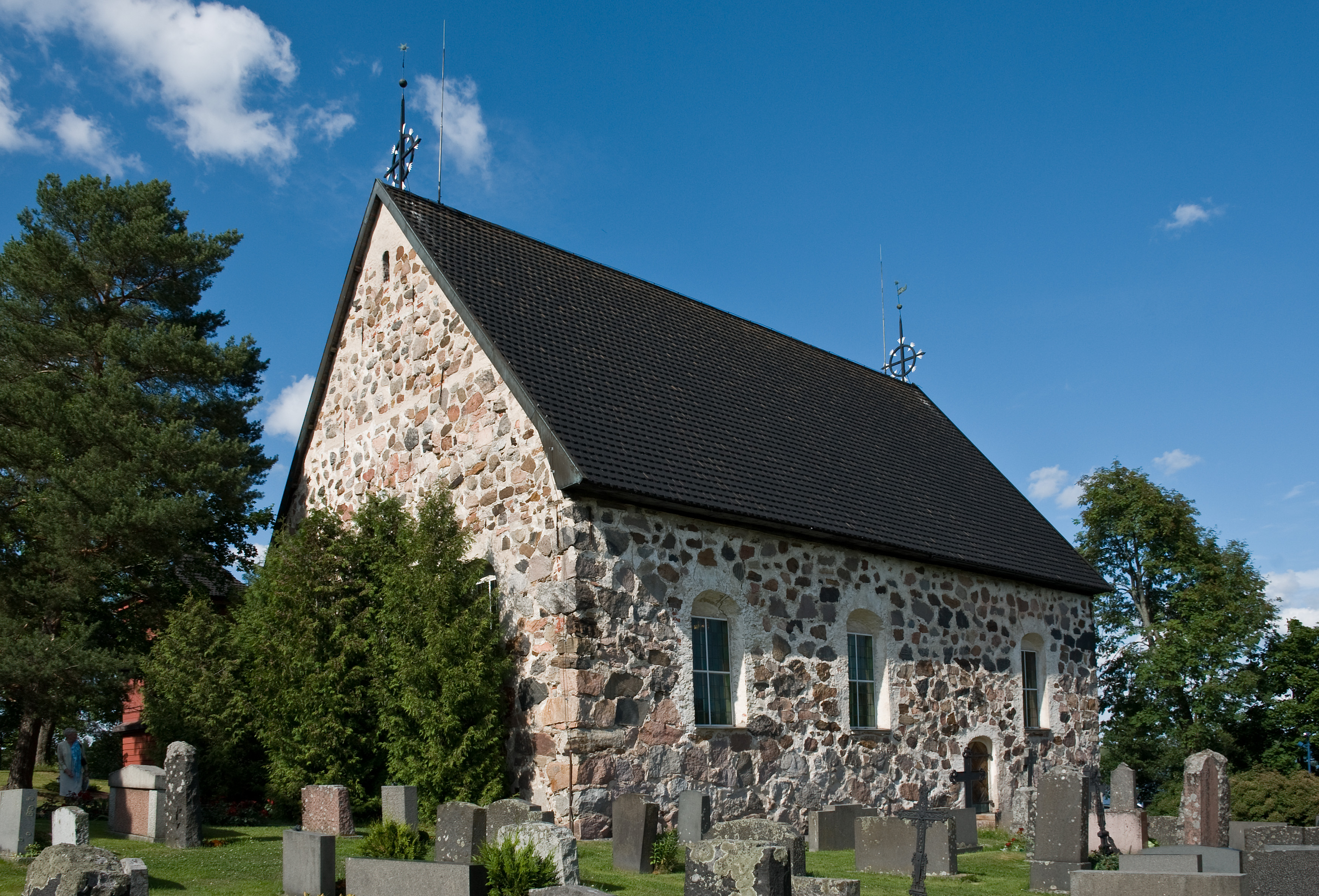
Beispiel für eine nachmittelalterliche Feldsteinkirche: die Kirche von Kakskerta

Das Ende des finnischen Mittelalters markiert die Reformation, die von König Gustav I. Wasa (1523–1560) im schwedischen Reich eingeführt wurde. Damit endete der Bau von Steinkirchen: Weil die Kirchengemeinden vom Staat enteignet worden waren, ging man zur kostengünstigeren Holzbauweise über. So erlebte Finnland im 17. und 18. Jahrhundert eine regelrechte Blütezeit der Holzkirchenarchitektur. Die Holzkirchen der Zeit nach der Reformation greifen teilweise auf mittelalterliche Vorbilder zurück. So teilen die hauptsächlich in Österbotten verbreiteten Stützpfeilerkirchen den rechteckigen Grundriss mit angebauter Sakristei und Waffenhaus. Auch unter den wenigen Steinkirchen des 17. und 18. Jahrhunderts sind einige, darunter die Kirchen von Uusikaupunki (1623–1629), Mietoinen (1641–1643), Ekenäs (1651–1672), Paimio (1681–1689) und Kakskerta (1765–1769), aus Feldstein erbaut und setzen die Tradition der mittelalterlichen Steinkirchen fort. Zur gleichen Zeit kamen aber unter dem Einfluss internationaler Stilrichtungen (Renaissance, Barock, Klassizismus) auch neue Bauformen in der finnischen Kirchenarchitektur auf.
Im ausgehenden 19. Jahrhundert wurden die mittelalterlichen Steinkirchen im Zuge der Entwicklung des finnischen Nationalbewusstseins als Gegenstände eines nationalen Erbes interpretiert. So gehörten sie neben der karelischen Holzarchitektur zu den wichtigsten Quellen, aus denen die finnische Nationalromantik um die Jahrhundertwende ihre Inspiration schöpfte. Ein historistischer Nachbau einer mittelalterlichen Feldsteinkirche findet sich mit der Alten Kirche von Aitolahti (1920) in Tampere. Selbst einige Kirchenbauten der Moderne zeichnen sich durch rechteckige, turmlose Grundrisse und steile Satteldächer aus und greifen so auf die Formensprache der mittelalterlichen Steinkirchen zurück. Ein Beispiel ist die Kirche von Puolanka (1954).

## Architektur

### Baustil und -material

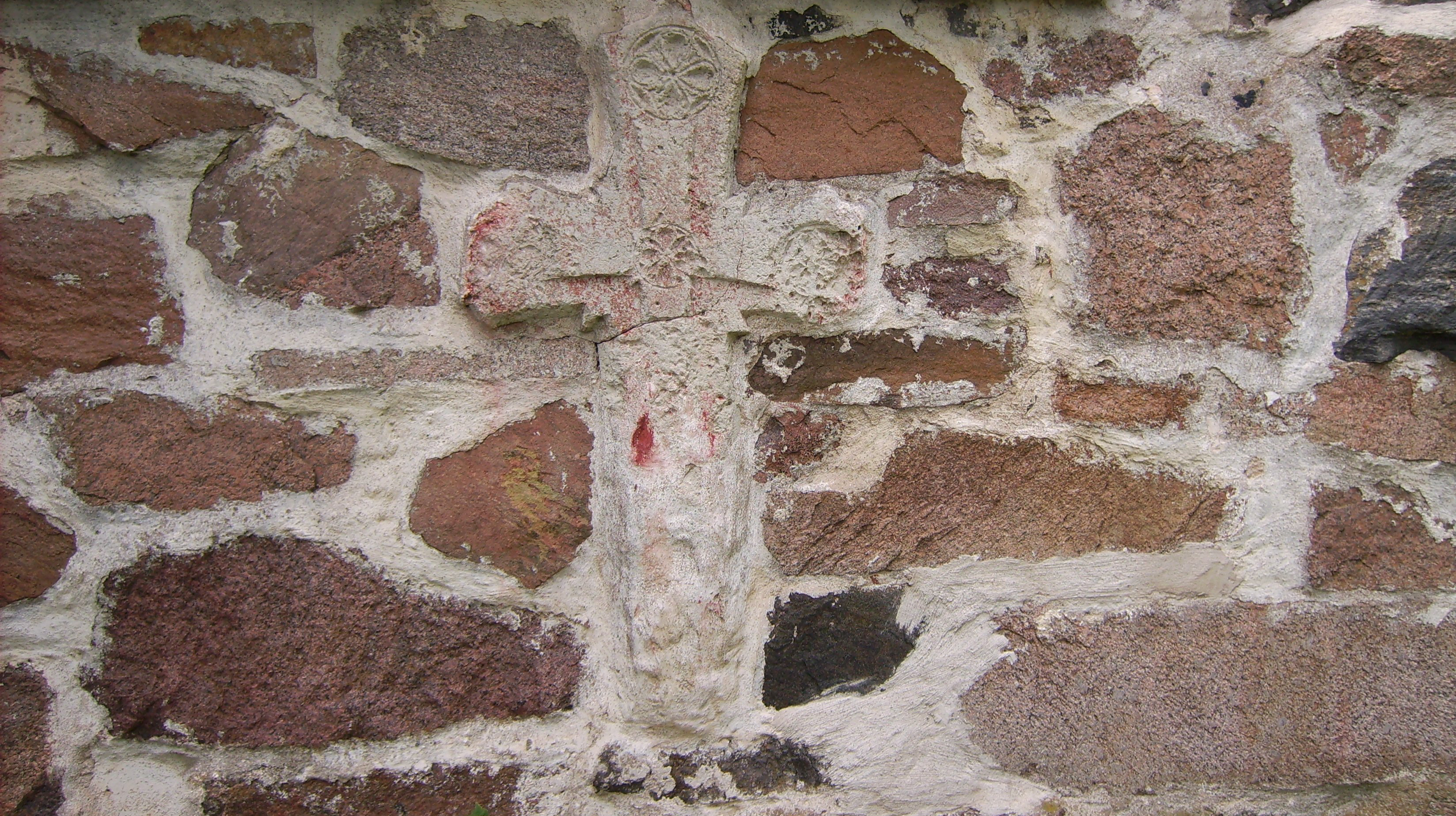
Feldsteinmauerwerk mit Kreuz aus Kalkstein, Kirche von Korpo

Mit Ausnahme des Doms zu Turku, der einzigen Kathedrale, haben die mittelalterlichen Kirchen Finnlands eher den Charakter schlichter Dorfkirchen. Weil er in nahezu jeder Hinsicht als außergewöhnlich gelten muss, bleibt der Dom von Turku in der folgenden Beschreibung der allgemeinen Merkmale mittelalterlicher finnischer Steinkirchen unberücksichtigt.
Wegen ihrer einfachen Ausführung lassen sich die Kirchen nur schwer einer bestimmten Stilepoche zuordnen. Ihre steilen Dächer und Gewölbe weisen sie aber als periphere Vertreter der europäischen Gotik aus. Die Backsteinornamente an den Giebelenden zeigen speziell auch den Einfluss der Backsteingotik Norddeutschlands, woher viele der Baumeister der Kirchen kamen. Einzig die ältesten Kirchen Ålands weisen mit ihren flacheren Dächern noch romanische Formen auf. Als Baumaterial diente Feldstein – meist grauer Granit, regional roter Rapakiwi. Backstein war als Baumaterial teuer und wurde sparsam eingesetzt. Neben dem Dom von Turku ist die Heiligkreuzkirche von Hattula die einzige mittelalterliche Backsteinkirche Finnlands. In der Regel wurde Backstein nur für Fenster- und Türeinfassungen, die Gewölbe im Inneren und die Giebelornamente benutzt.

### Grundriss

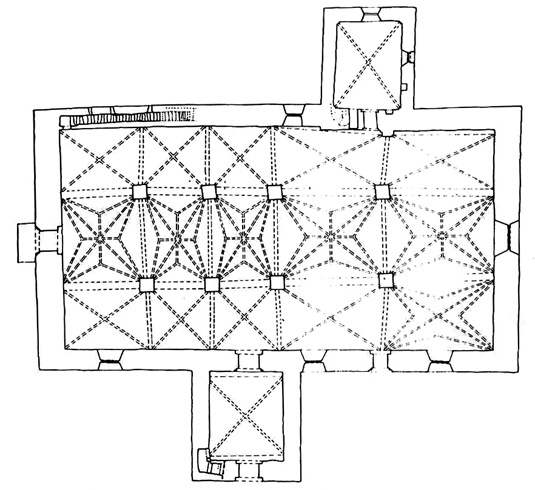
Die Kirche von Lohja weist einen typischen Grundriss auf.

Der Grundriss der mittelalterlichen finnischen Steinkirchen ist einfach und folgt einem einheitlichen Schema. Den zentralen Bauteil bildet das rechteckige, geostete Langhaus. Zu den wenigen Beispielen für Bauten mit abweichendem Grundriss zählen die Kirchen von Nousiainen und Renko. Die Größe des Langhauses variiert dabei zwischen 14,5 × 9,8 m (ursprüngliche Ausmaße der Kirche von Vårdö) und 43,5 × 28,5 m (Kirche von Naantali). Der Chor bildet bis auf wenige Ausnahmen keinen eigenen Bauteil, sondern nimmt den östlichen, ursprünglich durch eine Chorschranke abgetrennten, Teil des Langhauses ein.
An den Längsseiten des Langhauses sind in der Regel zwei kleinere Bauteile angeschlossen: eine Sakristei im östlichen Teil der Nordwand und ein Waffenhaus im westlichen Teil der Südwand. Letzteres diente ursprünglich als Vorraum vor dem Haupteingang, in dem vor dem Kirchenbesuch die Waffen abgelegt wurden. Erst in späterer Zeit wurde der Westeingang zum Hauptportal umfunktioniert. Die meisten Kirchen haben keinen Kirchturm. Einzig bei den älteren Kirchen Ålands ist ein Westturm die Regel, auf dem finnischen Festland findet er sich nur vereinzelt. Stattdessen sind die Kirchenglocken in einem freistehenden Glockenstapel untergebracht. Bei vielen der mittelalterlichen Kirchen wurde der Grundriss in neuerer Zeit verändert. Vor allem im 19. Jahrhundert wurden zahlreiche Kirchen zu Kreuzkirchen erweitert. Einzelne Kirchen wie die Kirche von Alatornio wurden so weitgehend verändert, dass sie nicht mehr als mittelalterliche Bauten zu erkennen sind.

### Außenbau

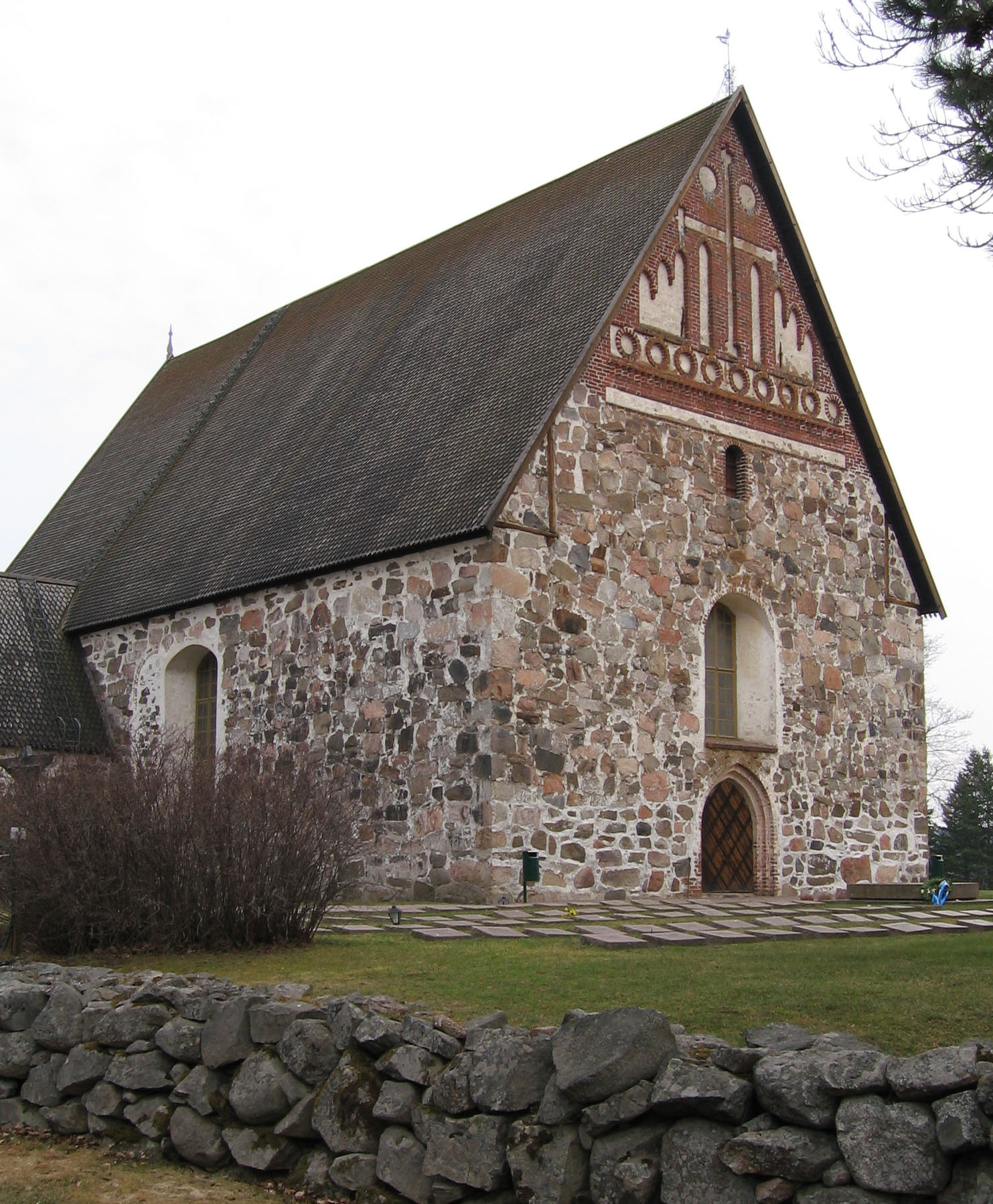
Außenansicht der Alten Kirche von Sipoo

Von außen erscheinen die mittelalterlichen finnischen Kirchen mit ihrem einfachen Grundriss recht massiv. Die steilen Satteldächer, die Giebelhöhen von bis zu 34 Metern erreichen, dominieren den äußeren Eindruck. Wo ein Kirchturm vorhanden ist, ist dieser meist wuchtig und eher niedrig. Einen spitzen und schlanken Kirchturm von fast 60 Metern Höhe weist indes die Kirche von Pedersöre auf. Bei den Kirchen von Eckerö und Finström auf Åland ist die ursprüngliche pyramidale Turmspitze erhalten geblieben; bei den meisten anderen Türmen wurde die Spitze durch barocke oder klassizistische Hauben ersetzt.
Außen tragen die Kirchen nur spärlichen Bauschmuck. Einzig die sichtbarsten Stellen der Kirche, die Giebelenden des Langhauses sowie oft jene der Sakristei und des Waffenhauses, sind meist mit Backsteinornamenten verziert. Übliche Motive sind Kreuze, runde und bogenförmige Nischen sowie Fischgrätenmuster.
Bei den Fenstern und Türen der Kirchen finden sich Spitzbögen, Segmentbögen wie auch Rundbögen. Unter den Fenstern ist in der Regel das Chorfenster das größte und schmuckvollste, bisweilen ist aber auch das Westfenster aufwendig gestaltet. Die übrigen Fenster sind einfacher gehalten. Die Fenster sind oft in späterer Zeit vergrößert worden und sind so nur selten in ihrer ursprünglichen mittelalterlichen Form erhalten. Einige Kirchen haben eine Außenkanzel, meist an der Westseite.

### Innenraum

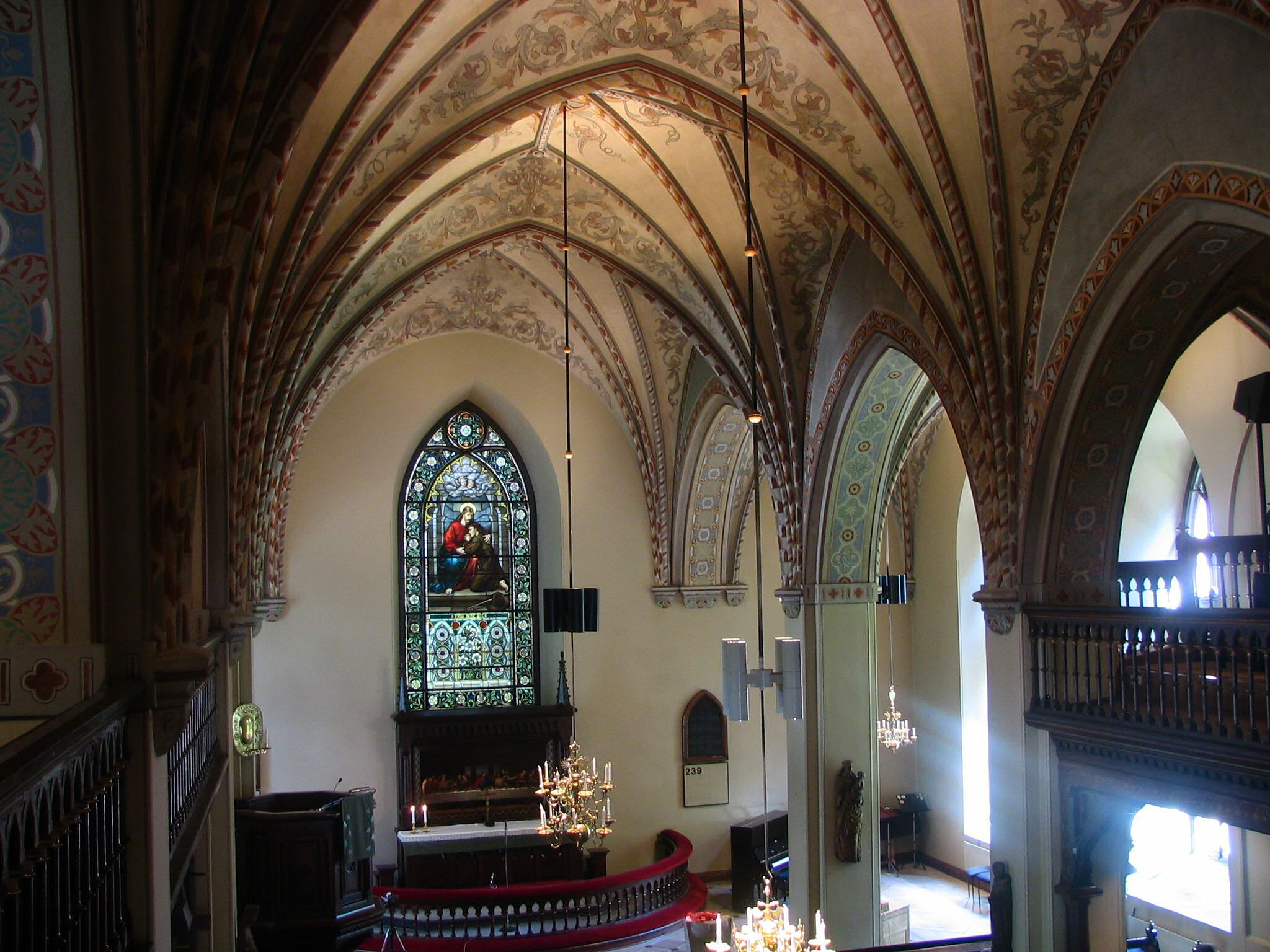
Innenraum der St.-Laurentius-Kirche in Vantaa

In den größeren Kirchen ist das Langhaus in zwei oder meist drei Kirchenschiffe eingeteilt, während kleinere Kirchen einschiffig sind. Zweischiffige Kirchen sind mit nur neun Beispielen unter den 73 mittelalterlichen Steinkirchen eher selten. 32 Kirchen haben drei Schiffe. Besonders viele dreischiffige Bauten finden sich unter den Kirchen der Landschaften Varsinais-Suomi und Uusimaa. Beim Dom von Turku ist das Mittelschiff erhöht, was ihn zur einzigen mittelalterlichen Basilika Finnlands macht. Hier erreichen die Gewölbe eine Höhe von 25 Metern.
Abgesehen von kleineren Kirchen und jenen, die unvollendet gebliebenen sind, sind die Innenräume der mittelalterlichen finnischen Steinkirchen überwölbt. Die Langhäuser sind mit Kreuz- und Sterngewölben aus Backstein ausgestattet. Die Gewölbe sind dabei in zwei bis sechs Joche unterteilt. In den Sakristeien und Waffenhäusern kommen auch Tonnengewölbe vor.

## Ausstattung

### Malereien

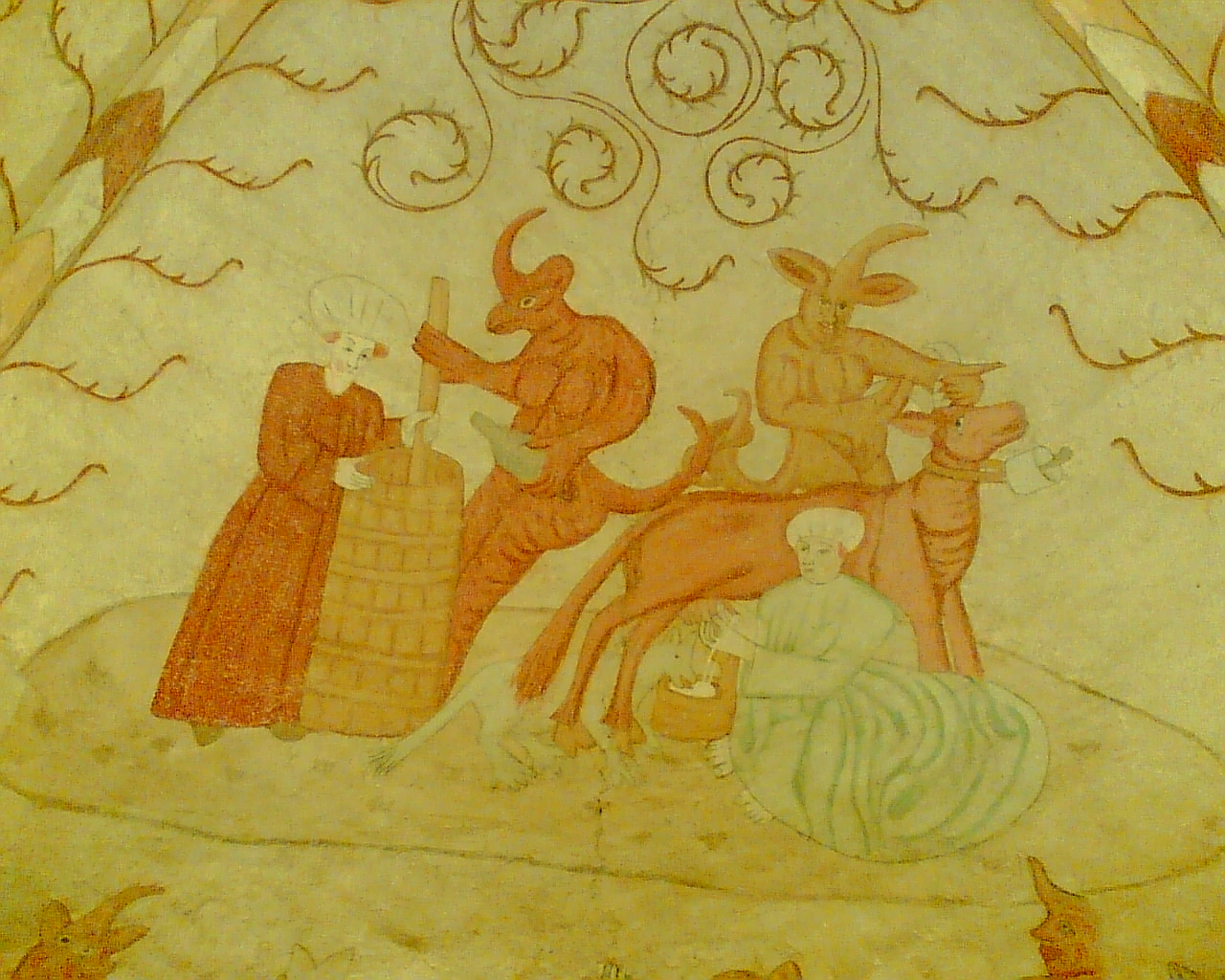
Wandmalerei in der Kirche von Lohja

Im Mittelalter waren die Wände und Gewölbe der Kirchen mit reichen Seccomalereien ausgeschmückt. Diese stellen die ältesten Beispiele finnischer Kunst dar. Während wir von den Malereien in den mittelalterlichen Holzkirchen keine Kenntnis haben, ist die Ausmalung von 47 mittelalterlichen Steinkirchen erhalten geblieben. Oft wurden diese Malereien nach der Reformation übertüncht und erst in jüngerer Zeit bei Restaurierungsarbeiten wieder freigelegt. Der Erhaltungszustand der Malereien ist sehr unterschiedlich und reicht von ganzen Bilderserien bis zu spärlichen Fragmenten. Übliche Motive sind neben ornamentalem Schmuck Heiligenbilder, Szenen aus der Bibel und Darstellungen der Hölle.
Die Werke sind von sehr unterschiedlicher Qualität. Während manche Kirchen von ausländischen Meistern mit kunstgeschichtlich wertvollen Malereien ausgestattet sind, finden sich in anderen Kirchen nur äußerst primitive Malereien. Die ältesten erhaltenen Malereien wurden Ende des 13. Jahrhunderts in den Kirchen von Jomala und Lemland auf Åland von einer Gruppe schwedischer oder dänischer Künstler geschaffen. Diese frühen Werke sind von hohem künstlerischem Wert. Sie vertreten bereits die Frühgotik, zeigen in ihrer Ornamentik aber teils noch Einflüsse der romanischen Malerei. Die reichsten und bekanntesten Malereien finden sich in den Kirchen von Lohja, Hattula und Rymättylä (Anfang 16. Jahrhundert).
Mittelalterliche Glasmalereien sind nur in wenigen Fällen erhalten. Die wichtigsten Beispiele finden sich in den Kirchen von Raisio und Nagu.

### Skulpturen
In Finnland sind über 800 mittelalterliche Holzskulpturen, größtenteils Heiligenfiguren, erhalten. Dabei handelt es sich zu großen Teilen um Importware aus Gotland und Norddeutschland; doch wirkten auch in Finnland Bildhauer wie der Meister von Lieto. Die Skulpturen wurden ursprünglich in Altarschränken aufbewahrt und waren deshalb oft nur an der Vorderseite ausgearbeitet. Einige Skulpturen, darunter die 130 erhaltenen Kruzifixe, wurden aber auch freistehend platziert und waren daher vollplastisch. Mit der Reformation verloren die Heiligenbilder ihre liturgische Bedeutung. Weil es aber in Finnland keinen Bildersturm gab, blieben sie auch danach in großer Zahl erhalten.

## Datierung
Die Datierung der meisten mittelalterlichen Kirchen Finnlands ist schwierig, da über ihren Bau kaum schriftliche Quellen existieren. Historische Dokumente können Hinweise liefern; ihre Interpretation ist aber oft unsicher. Nur in Einzelfällen finden sich in den Wandmalereien der Kirchen Bauinschriften, die eine Datierung erlauben. Daher muss die Wissenschaft auf andere Verfahren zur Altersbestimmung zurückgreifen: Eine relative Datierung lässt sich durch den Vergleich des Baustils der Kirchen bewerkstelligen. Auch naturwissenschaftliche Methoden (Radiokohlenstoffdatierung, Dendrochronologie) können wertvolle Hinweise für die Datierung liefern.
Lange ging man bei den mittelalterlichen finnischen Kirchen von relativ frühen Baudaten aus. So wurden viele Kirchen auf dem finnischen Festland auf das 13. oder 14. Jahrhundert datiert. Der Archäologe und Mediävist Markus Hiekkanen legte Mitte der 1990er Jahre hauptsächlich auf Grundlage von dendrochronologischen Datierungen neue Forschungsergebnisse vor, die für wesentlich spätere Baudaten sprechen. Ein Projekt zur Datierung der åländischen Kirchen unter Leitung der Kunsthistorikerin Åsa Ringbom kam aber unter Nutzung der Radiokohlenstoffdatierung zu abweichenden Ergebnissen. Daher kann die Frage des Alters der mittelalterlichen Kirchen Finnlands noch nicht als abschließend beantwortet gelten.